# TT395
TT395 (Theban Tomb 395) è la sigla che identifica una delle Tombe dei Nobili ubicate nell'area della cosiddetta Necropoli Tebana, sulla sponda occidentale del Nilo dinanzi alla città di Luxor, in Egitto. Destinata a sepolture di nobili e funzionari connessi alle case regnanti, specie del Nuovo Regno, l'area venne sfruttata, come necropoli, fin dall'Antico Regno e, successivamente, sino al periodo Saitico (con la XXVI dinastia) e Tolemaico.

## Titolare
TT395 era la tomba di:
| Titolare     | Titolo   | Necropoli       | Dinastia/Periodo | Note |
| ------------ | -------- | --------------- | ---------------- | ---- |
| nome perduto | non noto | Dra Abu el-Naga | XIX-XX dinastia  |      |

## Biografia
Nessuna notizia biografica ricavabile

## La tomba
Planimetricamente TT395 si sviluppa in una sala trasversale con quattro pilastri (non ultimata) che dà accesso ad un corridoio non ancora indagato. Un breve corridoio immette nella sala trasversale; sulle pareti: (1 in planimetria) il defunto e la moglie in presenza della dea Maat. Su altra parete (2) resti di scena con il defunto che adora Osiride e Iside; su altra parete (3) divinità maschili e femminili (non identificabili) in un padiglione. Un fregio che si sviluppa anche sopra l'entrata, rappresenta il defunto inginocchiato dinanzi ad Anubi.

### Annotazioni
1. ↑  La numerazione dei locali e delle pareti segue quella di Porter e Moss 1927, p. 438.
2. ↑  La prima numerazione delle tombe, dalla numero 1 alla 253, risale al 1913 con l'edizione del "Topographical Catalogue of the Private Tombs of Thebes" di Alan Gardiner e Arthur Weigall. Le tombe erano numerate in ordine di scoperta e non geografico; ugualmente in ordine cronologico di scoperta sono le tombe dalla 253 in poi.
3. ↑  I campi della Duat, ovvero l'aldilà egizio, si trovavano, secondo le credenze, proprio sulla riva occidentale del grande fiume.
4. ↑  Nella sua epoca di utilizzo, l'area era nota come "Quella di fronte al suo Signore" (con riferimento alla riva orientale, dove si trovavano le strutture dei Palazzi di residenza dei re e i templi dei principali dei) o, più semplicemente, "Occidente di Tebe".
5. ↑  le Tombe dei Nobili, benché raggruppate in un'unica area, sono di fatto distribuite su più necropoli distinte.
6. ↑  Le note, sovente di inquadramento topografico della tomba, sono tratte, fino alla TT252, dal "Topographical Catalogue" di Gardiner e Weigall, ed. 1913 e fanno perciò riferimento alla situazione dell'epoca.

### Fonti
1. ↑  Gardiner e Weigall 1913.
2. ↑  Donadoni 1999,  p. 115.
3. ↑  Porter e Moss 1927, p. 442.
4. 1 2  Porter e Moss 1927,  p. 442.